# Throne of Chaos
Throne of Chaos (senare TOC) var ett finländskt heavy metal-band från Esbo i Nyland. Bandet var aktivt mellan mitten av 1990-talet och 2000-talet och släppte totalt tre fullängdsalbum, samtliga på Spinefarm Records.

## Biografi
Throne of Chaos grundades 1995 och spelade in en demo och en EP i egenregi. I juli 1999 spelade de på Tuska Metal Fest. De skrev kontrakt med Spinefarm Records och spelade in debutalbumet Menace and Prayer under hösten samma år. Skivan släpptes år 2000 på Spinefarms underetikett Spikefarm Records och gavs även ut i Japan, Ryssland och Mexiko, samt i Frankrike under 2001.
Uppföljaren Pervertigo spelades in i svenska Studio Fredman under januari och februari 2002 och släpptes i maj samma år, samt i Japan i juli. Till denna skiva rekryterades två gästvokalister. Niklas Isfeldt (Dream Evil) stod för den rena sången, och då sångaren och gitarristen Taneli Kiljunen skadat stämbanden under inspelningen av debutalbumet bidrog Pasi Nykänen med growl.
Inför inspelningarna av bandets tredje och sista album hade man rekryterat en permanent rensångare i Tuomas Nieminen och förkortat bandnamnet till TOC. Liksom föregångaren spelades Los Angeless in i Studio Fredman i juni 2003 och släpptes i oktober samma år, samt i Japan i februari 2004.
Bandet splittrades under 2005.

## Musikstil
Throne of Chaos spelade under början av karriären och fram till och med debutalbumet melodisk death metal med vissa inslag av neoklassisk metal med starka keyboardinslag, inte olik den som landsmännen i Children of Bodom spelade vid den här tiden. På uppföljaren Pervertigo är stilen en blandning av heavy metal och power metal med inslag av thrash metal och mer rensång. På bandets sista album Loss Angeles förekommer growls endast sporadiskt, och musiken är snarare en hybrid av heavy, power och progressiv metal med vissa inslag av jazz.

## Medlemmar

### Slutlig banduppställning
- Taneli Kiljunen – gitarr, sång (1995–2005)
- Tuomas Nieminen – sång (2003–2005)
- Rasmus Nora – basgitarr (1995–2005)
- Carl Sjöblom – keyboard (1995-2005)
- Teemu "Snake" Laitinen – trummor (1995–2005)

### Tidigare medlemmar
- Joiku Harmaja – gitarr (1995–okänt)
- Tuomo Vartia – keyboard (1995–1996)

### Gästmusiker
- Niklas Isfeldt – sång (2002)
- Pasi Nykänen – sång (2002)

## Diskografi

### Studioalbum
- Menace and Prayer (2000)
- Pervertigo (2002)
- Loss Angeles (2003)

### EP
- Fata Morgana (1997)

### Singlar
- "Truth and Tragedy" (2002)

### Demo
- Equilibrium (1996)